# Dihanje
Díhanje je prenos kisika v telo in izločanje ogljikovega dioksida iz telesa. Temelji na procesu difuzije - prehajanja plinov iz območja z višjo v območje z nižjo koncentracijo skozi polprepustno membrano. Vsi aerobni organizmi morajo dihati, da preživijo. Enostavnejši organizmi, npr. enoceličarji dihajo skozi telesno površino, pri mnogih pa so se tekom evolucije razvili dihanju namenjeni organi, ki pripomorejo k učinkovitejši izmenjavi plinov.

## Dihanje pri človeku
Za podrobne podatke o tej temi glej Pljučno dihanje.
Človeško telo oddaja ogljikov dioksid in sprejema kisik skozi pljuča. Namen dihanja je izmenjava plinov med zrakom in krvjo v pljučih. Pri dihanju (respiracija) razlikujemo dve fazi. Vdih (inspirij) je vsesavanje zraka v pljuča, sledi izdih (ekspirij), to je iztiskanje zraka iz pljuč. V vdihanem zraku je največ dušika (78 %) in skoraj 21 % kisika ter 0,04 % ogljikovega dioksida, v izdihanem zraku pa je približno 16 % kisika in 4 % ogljikovega dioksida. Izdihani zrak je tudi bolj topel in vlažen.
Pri respiraciji:
- inspiracija
- ekspiracija.

## Zunanje dihanje
Funkcija dihanja vključuje vse dejavnosti, katerih cilj je fiziološki:
- Zagotavljanje zadostne količine (O 2)kisika, za tkiva;
- Zagotoviti odstranjevanje ogljikovih dioksidov (CO2), ki jih proizvajo celice

## Načini dihanja pri živalih
Nekatere dvoživke, kot so žabe izmenjujejo kisik in ogljikov dioksid večinoma skozi kožo, ki pa ja neprestanoma vlažna.
Za razliko od žabe, ribe vlečejo vodo, ki gre skozi škrge kjer so posebni filtri, ki omogočajo prehod le kisiku in ogljikovemu dioksidu.

### Škrge
Poznamo notranje in zunanje škrge. Notranje škrge so na notranji strani organizma. Te živali s plavanjem in posebni gibi poskrbijo, da jih obliva voda s kisikom. Zunanje škrge so škrge na zunanjosti organizma. Ribe in nekatere dvoživke dihajo s škrgami, dihanje skozi škrge je omogočeno z izmenjavo snovi proti vpliva: krvi in vode. Ta vrsta dihanja je nizkega donosa, zato pa morski psi se ne morejo ustaviti in morajo vedno plavati z odprtimi usti, da si zagotovijo ustrezno količino kisika.

### Na pozitivni pritisk
Ta vrsta dihanja je značilna za dvoživke, kot so žabe, ki zrak najprej vstopi v ustno votlino in nato ga potisnejo proti zvišanemu žrelu ter v pljuča.

### Na negativni pritisk
Dihanje na negativni tlak je prisotno pri vretenčarjih, kot so sesalci. Zagotavlja bogato dobavo z O2 za pljuča, in pri izdihu emisij gredo na zunanjo stran CO2, to je omogočeno s povečanje obsega prsnega koša, ki povzroči zmanjšanje pritiska v pljuča in s tem nov vdih.

#### Stimulacija mišic, ki sodelujejo pri dihanju na podtlaka
Stimulacija živcev je prisotni del dihanja, oz. dihalnega centra , ki se nahaja v možganih, in preko živčevih celic, povzroča krčenje mišic in ste onemogoči inspiracije (trebušna prepona, zunanje medrebrne ), ki določajo povečanje obsega prsnega koša in, posledično negativni tlak;
- Vdihnjen zrak gre skozi dihalne poti (nosnega prehoda, grla, sapnika, bronhijev, v tem vrstnem redu), do Pljuč, kjer poteka izmenjava plinov.
- V pljučih se pojavi razširitev, O 2 ki prehaja iz zraka v krvi in CO 2 iz krvi v zrak . Pljučnih mišic v odraslih pljučih je približno 300 milijonov, in imajo skupno površino izmenjave med 70 in 100 metrov.
- Ko so pljuča dosegle svojo največjo širitev, živčni center glede na zunanje dražljaje povzroči skupinsko zaporo, kar pripelje do znižanja prsnega koš in trebušno prepono.

## Dodatne funkcije dihanja
- Voh - v nosu so receptorji za molekule, ki se nahajajo v zraku. Sodeluje tudi s čutom in okusom. Slabitev voha povzroči bolezni kot je anozmija.
- Izvajanje zvokov - med izdihanjem zraka skozi grlo in glasilke lahko proizvajamo zvoke zaradi spremembe oblike ali položaja jezika, zobov in ustnic.